# Juliaetta
Juliaetta – miasto w Stanach Zjednoczonych, w stanie Idaho, w hrabstwie Latah.